# Авраам Абулафія
Авраам бен Самуїл Абулафія (івр. אברהם בן שמואל אבולעפיה) — єврейський філософ та містик; засновник школи «пророчої каббали».

## Біографія

### Раннє життя та подорожі
Абулафія народився 1240 року в Сарагосі (Іспанія). Дуже рано батьки відвезли його до Тудели, Наварра, де його літній батько Самуїл Абулафія навчав його Танаху і Талмуду. У 1258 році, коли Абулафії було вісімнадцять років, його батько помер, і невдовзі після цього Абулафія почав життя безперервних поневірянь. Його перша подорож у 1260 році була до Землі Ізраїльської, де він мав намір розпочати пошуки легендарного Самбатіону та Десяти втрачених племен. Однак він не дійшов лише до Акко, через спустошення та беззаконня у Святій Землі після недавнього хрестового походу. Битва того року між Монгольською імперією та Мамелюцьким султанатом змусила його повернутися до Європи. Він вирішив поїхати до Риму, але ненадовго зупинився в Капуї, де на початку 1260-х років із пристрасним запалом присвятив себе вивченню філософії та "Путівника для спантеличених" Маймоніда під опікою філософа та лікаря на ім'я Гіллель (ймовірно, це був відомий Гіллель бен Самуель з Верони).
Хоча він завжди високо поважав Маймоніда і часто використовував витяги з його творів, він був так само мало задоволений його філософією, як і будь-якою іншою галуззю знань, яку він набув. Він був дуже чітким, умів і прагнув навчати інших. Він старанно писав на кабалістичні, філософські та граматичні теми, і йому вдалося оточити себе численними учнями, яким він передав велику частину свого власного ентузіазму.
Після повернення до Іспанії в нього було видіння і у віці тридцяти одного року в Барселона почав вивчати особливий вид Каббали, найважливішим представником якого був Барух Тогармі, і отримав одкровення з месіанським підтекстом. Він занурився у вивчення «Сефер Єціри» («Книги творіння»), в якій на основі поєднань букв івриту пояснювалося створення світу і людства, а також коментарів до неї. «Сефер», і особливо коментарі та метод німецького єврейського містика Елеазара з Вормса, справили глибокий вплив на Абулафію і значно посилили його містичні нахили. Букви гебрейського алфавіту, єврейські цифри і позначення голосних - все це набувало для нього містичний сенс, а їхнє поєднання і перестановки, що доповнюють і пояснюють один одного, володіло просвітлюючою силою, яка найбільш ефективно розкривається при глибокому вивченні імен Бога (особливо приголосних Тетраграмматону). З такими помічниками, а також при дотриманні певних обрядів і аскетичних практик, люди, за його словами, можуть досягти вищої мети існування і стати пророками; не для того, щоб творити чудеса і знамення, а для того, щоб досягти найвищого ступеня сприйняття і бути здатними інтуїтивно проникати в незбагненну природу Всесвіту, Божества, загадки творіння, проблеми людського життя, мета заповідей і більш глибокий сенс Тори.
Невдовзі він виїхав до Кастилії, де поширював свою пророчу каббалу серед таких діячів, як рабин Мойсей з Бургоса та його найважливіший учень Йосип бен Авраам Гікатилла. Проте слід зазначити, що Абулафія не згадується в жодній із робіт Гікатилли.
Десь близько 1275 року він викладав Путівник для спантеличених і свою Каббалу в кількох містах Греції. Він написав першу зі своїх пророчих книг Сефер га-Яшар («Книга чесних/праведних») у Патрах у 1279 році. Того ж року він повернувся через Трані до Капуї, де навчав чотирьох молодих студентів.

### Подорож до Риму
Він поїхав до Риму в 1280 році, щоб навернути Папу Миколу III в іудаїзм за день до Рош га-Шани. Папа перебував у Соріано, коли почув про це, і видав наказ «спалити фанатика», щойно він дістався до цього місця. Стовп був підготовлений біля внутрішніх воріт; але Абулафія все-таки вирушив до Соріано і дістався туди 22 серпня. Проходячи через зовнішню браму, він почув, що Папа помер від апоплексичного інсульту минулої ночі. Він повернувся до Риму, де був кинутий у в'язницю Орденом Братів Менших, але був звільнений після чотирьох тижнів ув'язнення. Потім про нього почули на Сицилії.

### Занепад і заслання до Коміно
Він активно навчав у Мессіні протягом десяти років (1281–91), представляючи себе «пророком», «месією» та «сином Бога». У нього було кілька студентів, а також деякі в Палермо. Місцева єврейська громада в Палермо рішуче засудила поведінку Абулафії і близько 1285 року звернулася з цим питанням до рабина Шломо бен Адерета з Барселони, який присвятив більшу частину своєї кар'єри вгамуванню різноманітних псевдомесіанських проявів того часу. Згодом Шломо бен Адерет написав листа проти Абулафії. Ця суперечка була однією з головних причин виключення каббали Абулафії з іспанських шкіл.
Абулафії довелося перебратися до Мальти, де він у складних умовах написав свою «Книгу Знаків» на маленькому острові Коміно між 1285 і 1288 роками. У 1291 році він написав свій останній твір, посібник з медитації «Слова краси» (Імреї Шефер); після цього його сліди втрачаються.